# Грис (Удине)
Грис (итал. Gris) је насеље у Италији у округу Удине, региону Фурланија-Јулијска крајина.
Према процени из 2011. у насељу је живело 364 становника. Насеље се налази на надморској висини од 31 м.